# Augusto dos Anjos

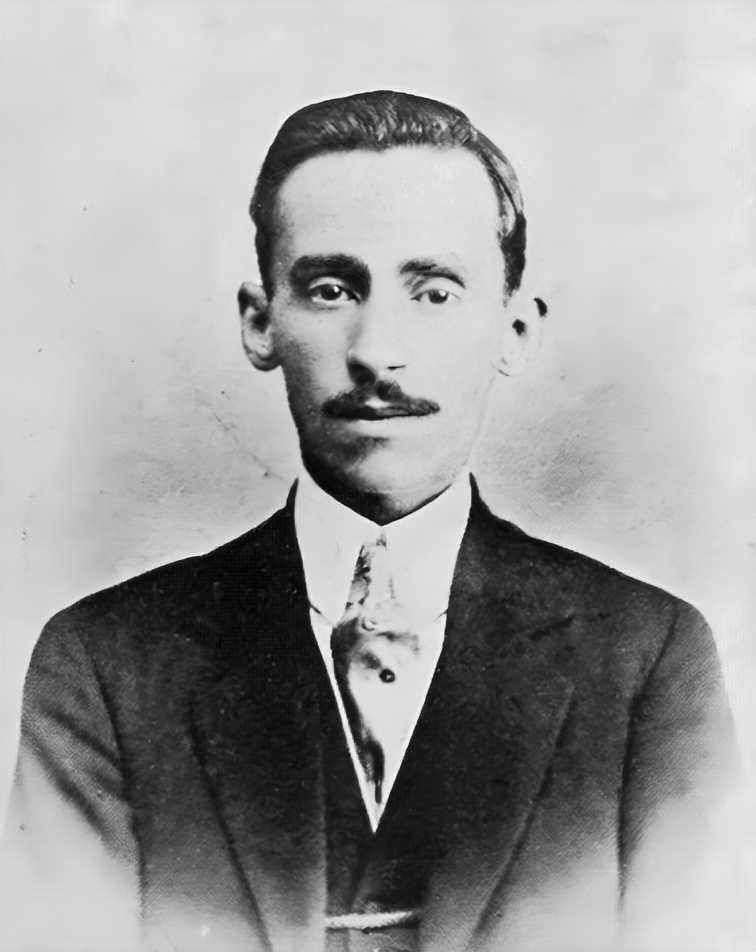
Augusto dos Anjos

Augusto dos Anjos (* 20. April 1884 in Pau D’Arco (heute ein Ortsteil der Stadt Sapé), Paraíba; † 12. November 1914 in Leopoldina, Minas Gerais) war ein brasilianischer Dichter.

## Leben und Werk
Augusto dos Anjos besuchte das renommierte Lyceu Paraibano in João Pessoa. Ab 1903 bis 1907 studierte er Rechtswissenschaft an der Universidade Federal de Pernambuco. In dieser Zeit begann er, Gedichte zu schreiben. Dos Anjos entschied sich nach dem Examen, nicht als Jurist zu arbeiten, sondern als Lehrer. Er unterrichtete zeitweise an seiner alten Schule, dem Lyceu Paraibano in João Pessoa, später in Rio de Janeiro. 1910 heiratete er Ester Fialho.
Augusto dos Anjos’ Werk gilt in Brasilien als einzigartig. Er veröffentlichte lediglich ein einziges Buch: Eu (Ich), das 1912 mit großer Resonanz erschien. Die Gedichte dieser Sammlung sind durch seinen Pessimismus geprägt. Dos Anjos’ Dichtung zeigt stark autobiografische Züge. Sein Ziel ist es, das tragische Empfinden des Lebens an sich, die Saudade, zur Sprache zu bringen.
Augusto dos Anjos hatte ein Lungenleiden. Mit nur 30 Jahren starb er vermutlich an Tuberkulose.
Augusto dos Anjos ist einer der Autoren der sogenannten Vormoderne (Pré-Modernismo). Sein Buch Eu erlebte in Brasilien mehr als 50 Auflagen (Stand 2012).